# (400293) 2007 TU89
(400293) 2007 TU89 es un asteroide perteneciente al cinturón de asteroides, descubierto el 8 de octubre de 2007 por el equipo del Mount Lemmon Survey desde el Observatorio del Monte Lemmon, Arizona, Estados Unidos.

## Designación y nombre
Designado provisionalmente como 2007 TU89.

## Características orbitales
2007 TU89 está situado a una distancia media del Sol de 2,401 ua, pudiendo alejarse hasta 2,843 ua y acercarse hasta 1,960 ua. Su excentricidad es 0,183 y la inclinación orbital 3,279 grados. Emplea 1359,54 días en completar una órbita alrededor del Sol.

## Características físicas
La magnitud absoluta de 2007 TU89 es 18,2.